# Бињан
Бињан (фр. Bignan) насеље је и општина у северозападној Француској у региону Бретања, у департману Морбијан која припада префектури Понтиви.
По подацима из 2011. године у општини је живело 2.743 становника, а густина насељености је износила 59,84 становника/km². Општина се простире на површини од 45,84 km². Налази се на средњој надморској висини од 130 метара (максималној 181 m, а минималној 53 m).

## Демографија
| 1962. | 1968. | 1975. | 1982. | 1990. | 1999. | 2011. |
| ----- | ----- | ----- | ----- | ----- | ----- | ----- |
| 2.061 | 2.067 | 2.227 | 2.446 | 2.567 | 2.546 | 2.743 |

График промене броја становника у току последњих година